# Hesperilla picta
Hesperilla picta é uma espécie de borboleta da família Hesperiidae.